# هيرويوكي تاماكوشي
هيرويوكي تاماكوشا (玉越 博幸) (玉越 博幸 Tamakoshi Hiroyuki) هو مانغا ياباني، وٌلد سنة 1970، أغلب أعماله في المانجا هي مواضيع تتعلق بالكوميديا بالإضافة إلى مواضيع أخرى على غرارا الرومانسية.
معظم أعماله قد ظهرت في مجلة شونين الأسبوعية، مثل الأولاد يكونون... وغاشا غاشا.

## أعماله
- الأولاد يكونون...( الموسم 1، الموسم 2)
- الفتيات
- غاشا غاشا[1]
- هل سورو!؟ الجنة

## وصلات خارجية
- Tamaya (Old site)
- هيرويوكي تاماكوشي على موقع ANN person (الإنجليزية)